# Bregor
Bregor es un personaje ficticio que pertenece al legendarium creado por el escritor británico J. R. R. Tolkien y que aparece en varios de los tomos de La historia de la Tierra Media.

## Historia ficticia
Bregor era un Edain de la casa de Bëor. Nació en el año 359 de la P.E. y era el primogénito de Boromir y su único varón, siendo sus hermanas Andreth y Beril.
Tras la muerte de su padre en el 432 de la P.E., se convirtió en el Señor de la Casa de Bëor y de las tierras de Ladros, y tuvo cinco hijos: Bregil, Hirwen, Gilwen, Barahir y Bregolas, siendo este último quien le sucedió a su muerte,  en el año 448. 
Su arco (arco de Bregor) se convirtió en una de las heredades de los Reyes de Númenor, pero desapareció para siempre, junto con casi todas estas heredades, con la Caída de Númenor.